# James Olson (aktor)
James Richard Olson (ur. 8 października 1930 w Evanston, zm. 17 kwietnia 2022 w Malibu) – amerykański aktor.

## Życiorys
Urodził się w Evanston w Illinois jako syn Florence M. Nelson i inżyniera LeRoya Olsona Seniora. Miał brata LeRoya Raymonda Juniora. W wieku 12 lat po raz pierwszy wystąpił na scenie Evanston Children’s Theatre w Chicago jako Hans Brinker w przedstawieniu Mary Mapes Dodge Hans Brinker, czyli srebrne łyżwy (1942). ukończył Northwestern University. W latach 1952–1954 odbył służbę w United States Army. Później przeniósł się do Nowego Jorku, gdzie studiował u Lee Strasberga i rozpoczął karierę aktorską. 
W 1955 zadebiutował na Broadwayu w roli kapitana Dicera w spektaklu Młoda i piękna na podstawie powieści F. Scotta Fitzgeralda z Lois Smith. Powrócił na Broadway w sztukach: J.B. Archibalda MacLeisha (1958) jako portowiec, Romulus Gore’a Vidala (1962) w roli Tytusa, Trzy siostry Antona Czechowa (1964) jako baron Tuzenbach, Slapstickowa tragedia Tennessee Williamsa (1966) jako szczupły i Śniadanie u Tiffany’ego (1966, nigdy oficjalnie nieotwarte) jako Buckley. Występował także w produkcjach off-Broadwayowskich: Zimowa opowieść Williama Szekspira jako Camillo, doradca Leontesa, Zimowa zabawa i Dwanaście snów jako Charles Hatrick.
Po raz pierwszy wystąpił na małym ekranie jako Mickey Mantle w odcinku serii NBC Kraft Television Theatre (1956) – pt. „Życie Mickeya Mantle’a” („The Life of Mickey Mantle”). Wkrótce miał swój debiut filmowy w roli chorążego Harolda Duncana w przygodowym dramacie wojennym The Sharkfighters (1956) u boku Victora Mature. W dramacie Paula Newmana Rachelo, Rachelo (Rachel, Rachel, 1968) z Joanne Woodward został obsadzony w roli kolegi z klasy głównej bohaterki.
Zmarł 17 kwietnia 2022 w swoim domu w Malibu w Kalifornii w wieku 91 lat. Po śmierci ciało zostało skremowane przez Neptune Society, a prochy rozsypano na morzu.

## Filmografia

### Filmy
- 1968: Rachelo, Rachelo jako Nick Kazlik
- 1968: Był tu Salvaje jako oficer kawalerii
- 1969: Księżyc 02 jako Bill Kemp
- 1971: Tajemnica Andromedy jako dr Mark Hall
- 1971: Zawadiaki jako Joe Billings
- 1981: Ragtime jako ojciec
- 1982: Amityville II: Opętanie jako ks. Adamsky
- 1985: Komando jako major generał Franklin Kirby

### Seriale
- 1969: Bonanza jako Kelly Adams
- 1971: Ironside jako Marvin Bosner
- 1972: Ulice San Francisco jako Loren Graham
- 1972: Hawaii Five-O jako Bart Mariss
- 1972: Strzały w Dodge City jako Bede Stalcup
- 1972: Columbo – odc. „Etiuda mordercy” jako Paul Rifkin
- 1972: Bonanza jako Vance
- 1973: Barnaby Jones jako Randall Stone
- 1973: Ironside jako David Wills
- 1974: Hawaii Five-O jako Bernie Brown
- 1974: Kung Fu jako Damion
- 1975: Ulice San Francisco jako dr Jonas Rabb
- 1975: Hawaii Five-O jako Travis Marshall
- 1976: Sierżant Anderson jako Curry
- 1976: Barnaby Jones jako Walter Cahill / Tom Brenner
- 1976: Ulice San Francisco jako Vic Lawson
- 1977: Wonder Woman jako Wotan
- 1978: Hawaii Five-O jako Wendell Stoner
- 1978: Battlestar Galactica jako Thane
- 1979: Domek na prerii jako wielebny Jacob Danforth
- 1979: Hawaii Five-O jako dr Kenneth Ames
- 1988: Gliniarz i prokurator jako dr Robert P. Byers
- 1990: Napisała: Morderstwo jako Clarence La Rue